# جون ر. أليسون
جون ر. أليسون (بالإنجليزية: John R. Alison)‏ هو ضابط أمريكي، ولد في 21 نوفمبر 1912 في غينزفيل في الولايات المتحدة، وتوفي في 6 يونيو 2011 في واشنطن العاصمة في الولايات المتحدة.